# سینیستر گیتس
برایان الوین هانر جونیور (به انگلیسی: Brian Elwin Haner, Jr.) (زادهٔ ۷ ژوئیه ۱۹۸۱) با نام مستعار سینیستر گیتس لید گیتاریست گروه اونجد سون فولد است. او در لیست ۱۰۰ گیتاریست برتر تمامی دوران های مجله ی Guitar World جایگاه ۸۷ را در اختیار دارد. همچنین او در سال های ۲۰۱۶ و ۲۰۱۷ توسط مجله ی Total Guitar به عنوان بهترین گیتاریست سبک متال در جهان انتخاب شد.

## آشنایی با اونجد سون فولد
هانر در دبیرستان اوشن ویو در هانتینگتون بیچ، کالیفرنیا رشد پیدا کرد و نوازنده گیتار و گیتار جاز نیز بود. در سال ۱۹۹۹ در سن ۱۸ سالگی طی یک تماس تلفنی از د ریو از وی دعوت به عمل آمد تا به گروه اونجد سون فولد وارد شود وی نیز پذیرفت و به عضویت گروه در آمد. گیتس در چهار آلبوم با اونجد سون فولد همکاری کرد و حضور وی در این گروه همچنان نیز ادامه دارد.گیتس جای خود را در گروه تثبیت کرد و زمانی که د ریو در سال ۲۰۰۹ درگذشت وی آهنگ "So Far Away" را برای وی اجرا کرد.

## زندگی خصوصی
سینیستر گیتس فرزند گیتاریست، نویسنده و کمدین آمریکایی، برایان الوین هانر سنیور است و اصالت اسپانیایی و آلمانی دارد. گیتس در ۷ مه ۲۰۱۰ با میشل دایبندتو ازدواج کرد. میشل خواهر دوقلوی والری دایبندتو ، همسر ام. شدوز که خواننده و عضو دیگر گروه اونجد سون فولد است میباشد و به این وسیله، میان گیتس و شدوز پیوند فامیلی برقرار است. برایان و میشل فرزند پسری به نام نیکولَنجلو "نیکی" سینت جیمز هانر دارند که در تاریخ ۱۲ مه ۲۰۱۷ متولد شد.